# Distrito de Copallín
El distrito de Copallín es uno de los seis distritos de la Provincia de Bagua, ubicada en el Departamento de Amazonas, en el norte del Perú. Limita por el norte con el distrito de Aramango, por el este y por el sur con la provincia de Utcubamba y; por el oeste con el distrito de La Peca.
Desde el punto de vista jerárquico de la Iglesia católica forma parte del Diócesis de Chachapoyas.

## Historia
El distrito fue creado el 26 de diciembre de 1870 mediante Ley sin número, en el gobierno del Presidente José Balta.

## Geografía
Abarca una extensión de 90,19 km² y una población de más de 5 000 hab.
Su capital es la villa de Copallín.

## Centros poblados
Existen dos anexos: 
- Alenya a 449 m s. n. m. con 449 habitantes y
- Lluhuana a 851 m s. n. m. con 728 habitantes

Existen 19 caserios, entre los más importantes 
- Chonza Laguna a 1856 m s. n. m. con 239 habitantes
- Pan de Azúcar a 1251 m s. n. m. con 275 habitantes
- San Jose Bajo a 641 m s. n. m. con 206 habitantes
- Santa Cruz de Morochal a 1852 m s. n. m. con 234 habitantes
- Centro poblado de Lluhuana a

## Turismo
- Catarata San José Alto: Ubicada en las cercanías del Caserío San José Alto, a unos 32 km de la ciudad de Bagua a 1460 m s. n. m. para poder llegar a las cataratas se camina desde el Caserío de San José Alto, por alrededor de 30 minutos desde el Caserío de San José Alto, Rodeado de una gran diversidad de floresta y fauna silvestre propia de las montañas húmedas, además de sembríos de cacao y café. Las cataratas, son tres hermosas caídas continuas, de una altura aproximada de 50 m que en su recorrido forman extensas pozas, aptas para el baño y la diversión de los visitantes.

- Cavernas Cambiopitec: Ubicadas a 1335 m s. n. m. y a una distancia de 25 km desde la ciudad de Bagua. Para llegar a las cavernas descendemos por unas escaleras hasta toparnos con un farallón rocoso por debajo de las tierras que sostienen al pueblo, aquí se observan dos cavernas, la primera con una profundidad de 123 m la misma que se ubica a unos 10 m arriba del sendero que nos conduce. La segunda es la más profunda llegando a superar los 300 m, aquí se puede observar simpáticas formaciones de estalagmitas y estalactitas, de características secas. También en estas cavernas se han podido hacer hallazgos de osamentas humanas, lo que evidencia la intervención de algunos grupos nómades. Luego de visitar las cavernas podremos disfrutar de las refrescantes aguas de la quebrada de Copallín, donde se puede disfrutar de placentero momento de descanso; dentro de unos bellos parajes.

- Cavernas La Palma: Hermosas cavernas, escondidas entre los cafetales de propiedad del señor Milner Montalvo Guerrero. El acceso es estrecho pero en su interior se puede caminar totalmente erguido, tiene sólo un salón que supera los 40 m; pero en este reducido espacio guarda caprichosas formaciones de estalagmitas y estalactitas, formaciones como el capullo, la virgen; o tal vez las inmensas cataratas de hasta 4 m que constituyen un hermoso y enigmático lugar, complementario al entorno están los sembríos de café y cacao, donde una puede disfrutar de algunas actividades agrícolas, además de algunos potajes del lugar.

- Fauna local: habita en el lugar el ave nacional del Perú el gallito de las rocas, de la misma manera que el mono choro cola amarilla único mono endémico del Perú y en peligro de extinción.

- Árbol de la quina: Árbol conocido por los lugareños como Cascarilla, es muy abundante en la zona que este importante árbol que está presente en el Escudo del Perú.

## Autoridades

### Municipales
- 2023 - 2026[2]
  - Alcalde: Segundo Pastor Flores Rojas, de Alianza para el Progreso.

### Religiosas
- Obispo de Chachapoyas
  - Mons. Emiliano A. Cisneros Martínez, OAR

## Festividades
- Agosto: Fiesta en honor a la Patrona María Magdalena.